# 苦練腳
苦練腳，舊稱苦楝腳，是臺灣桃園市觀音區的一個傳統地域名稱，位於該區南部。相較於今日行政區，其範圍大致包括富源里、藍埔里東側凸出部分的大堀溪以西地區。

## 歷史
台灣清治末期至日治初期，苦練腳地區為一街庄，稱為「苦練腳庄」，隸屬於竹北二堡。該庄東北隔大堀溪與上大堀庄為界，東南與過嶺庄為鄰，南邊及西邊為犁頭洲庄、上青埔庄、北勢庄。

1915年桃園廳行政區劃（不含蕃地）

1901年（日治明治三十四年）11月，全台廢縣廳改設二十廳，該庄隸屬於桃仔園廳大崙區。1903年（明治三十六年），改名桃園廳。1909年（明治四十二年）10月，合併二十廳為十二廳，該庄隸屬不變。1920年（大正九年），廢十二廳改設五州二廳，該庄改制為「苦練腳」大字，隸屬於新竹州中壢郡觀音庄。
戰後觀音庄改制為觀音鄉，隸屬於新竹縣，大字亦改制為村。1950年桃、竹、苗分治，觀音鄉改隸屬於桃園縣。2014年12月，桃園縣升格為直轄桃園市，觀音鄉改制為觀音區，村亦改制為里。

## 聚落
本地區發展較早的聚落有苦練腳、泉州厝等，在日治期初期的官方地圖上已有記載。此外，本地區尚有富源、北坡、平坡、泉州埤等聚落。

## 交通
省道台66線為於東西向快速道路系統「東西向快速公路－觀音大溪線」，大致以西北—東南走向轉縱向經過苦練腳西部近邊界地帶。境內未設平面路口或交流道，西北側最近的是區道桃82線交會處的平面路口，南側最近的是市道114號交會處的「新屋交流道」。由該道路向西北可前往觀音大潭以連接省道台61線（西部濱海快速道路），向東南可前往平鎮、大溪南興接縣道112甲線以前往國道3號的大溪交流道。
市道114號（中山東路一段）是新屋永安漁港至板橋的道路，大致以橫向轉西南—東北走向再轉西北—東南走向經過本地區最南端。由該道路向西轉西南再轉西北經過省道台66線新屋交流道後可前往新屋市區、下田心子、崁頭厝的永安漁港，向東南轉東可前往中壢、鶯歌、板橋等地。
區道桃83線（新富路、新富路一段）是山子頂至富源的道路，也是本地區縱向（西北—東南走向）貫穿全境的主要道路，其南側端點位於本地區東南部邊界處的市道114號路口。由此向西北轉西北西再轉東北出境後，可前往下大堀、山子頂並止於區道桃35-1線路口。
區道桃97線（大湖路、中觀路一段）是坡寮至富源的道路，也是本地區東南側邊界及東北側邊界外緣地帶的道路，其南側端點位於本地區東南端觀音、新屋、中壢共界點的市道114號路口（九十度轉彎處）。由此循中觀路一段向東北經4個直角轉彎後恢復向東北沿本地區東南側邊界而行，出邊界後不遠處轉向西北進入上大堀境內，自此循大湖路一段蜿蜒而行並曾數度接近本地區東北側邊界，遠離本地區邊界後可前往下草湖、下大堀並止於北部邊界接近坡寮的市道112號路口。
區道桃85線（忠富路富源段）是忠愛莊至富源的道路，也是本地區中部的橫向道路，其西南側端點位於本地區中部偏南的區道桃83線路口。由此向東北轉東出境後轉向東北，可經上大堀南部前往崙坪東南部邊界地帶的中愛莊並止於市道112號路口。
區道桃82線是新屋至上大堀的道路，也是本地區西北部邊界地帶的道路，其東北側端點位於本地區西北部苦練腳聚落東側的區道桃83線路口。由此向西北沿邊界而行，出邊界後轉向西南可前往北勢、新屋市區並止於市道114號路口。